# Erik Noreen
Erik Noreen, född 3 november 1890 i Uppsala, död 13 december 1946 i Uppsala, var en svensk filolog. Han var son till språkforskaren Adolf Noreen och bror till arkitekten Ärland Noreen. Hans son var museimannen och historikerna Sven E. Noreen.
Noreen blev filosofie magister i Uppsala 1911, filosofie licentiat 1914, filosofie doktor 1915, docent i nordiska språk samma år, ordinarie lärare vid Stockholms stads högre folkskola för teknisk utbildning 1924, professor i nordiska språk vid Lunds universitet 1931 och vid Uppsala universitet från 1940. Han var ordförande i Uppsala orkesterförening från 1942. 
Utöver nedanstående skrifter författade Noreen uppsatser i Svenska landsmål och svenskt folkliv, Namn och bygd, Samlaren, Nordisk tidskrift för vetenskap, konst och industri, Arkiv för nordisk filologi, Studier i nordisk filologi, Språkvetenskapliga sällskapets i Uppsala förhandlingar et cetera.
Noreen är begravd på Uppsala gamla kyrkogård.